# Convención de Annapolis (1786)
La Convención de Annapolis fue una reunión en Annapolis (Maryland) de doce delegados de cinco estados (Nueva Jersey, Nueva York, Pensilvania, Delaware, y Virginia) que pidieron una convención constitucional. El título formal de la reunión fue el de ''Reúnion de los Comisarios para Remediar Defectos del Gobierno Federal''. Los defectos que trataban de remediar fueron las barreras que limitaron el comercio entre los estados debajo de los Artículos de la Confederación.
La convención se reunió desde el 11 de septiembre hasta 14 de septiembre de 1786. Los comisarios creían que no había bastante estados para hacer algo sustantivo. Nueva Hampshire, Massachusetts, Rhode Island y Carolina del Norte habían nombrado a los comisarios que no consiguieron asistir mientras Connecticut, Maryland, Carolina del Sur y Georgia no habían hecho nada.
Se hizo un informe que fue mandado al Congreso y a los estados. El informe pidió la ayuda para reunirse el mayo siguiente en Filadelfia. Esperó que más estados pudieran ser representados y los delegados pudieran ser autorizados a examinar temas aparte de comercio.
El resultado del informe fue la Convención de Filadelfia de 1787.

## Delegados
Los estados representados y sus delegados fueron:
- Nueva York: Egbert Benson y Alexander Hamilton
- Nueva Jersey: Abraham Clark, William Houston y James Schureman
- Pensilvania: Tench Coxe
- Delaware: George Read, John Dickinson y Richard Bassett
- Virginia: Edmund Randolph, James Madison, Jr..